# Nikola Altomanović
Nikola Altomanović, srpski feudalac i župan iz 14. stoljeća.
Oslanjanjem na svoje posjede oko Užica i srednjeg Podrinja i uz podršku Mađarske, Altomanović je do 1368. zavladao područjem srednjeg i gornjeg Lima, gornje Drine te Trebinjem. Potom se okrenuo prema jadranskoj obali, pustošeći okolinu Dubrovnika 1370. – 1371. Iste godine ga je vladar Zete Đurađ I. Balšić spriječio u zauzimanju Prizrena.
Od kneza Lazara Hrebeljanovića preoteo je Rudnik 1371. ili 1372. Nagovorio je vojvodu Sanka Miltenovića da se pobuni protiv kralja Stjepana Tvrtka I. Kotromanića. Knez Lazar je pod cijenu priznavanja Mađarske vlasti i plaćanja danka dobio pomoć od Mačvanskog bana od 1000 kopljanika, sklopio savez s Tvrtkom I. i zajednički napalo Altomanovića. On se uvidjevši da je brojčano nadjačan povukao u Užički grad. Kada je grad pao Nikola Altomanović je oslijepljen, a njegove su zemlje podijelili Lazar i Tvrtko I.